# Couscous de fonio
Le couscous de fonio (en éwé: woxè) est un plat togolais fait à partir de fonio,,. Au Togo, le fonio est davantage cultivé en pays losso au nord et à Akposso-Akebou au sud-ouest du pays. Cultivé un peu partout dans la sous-région ouest-africaine, il peut prendre plusieurs appellations en fonction de la langue et du pays dans lequel il est utilisé. La graine de fonio est connue sous le vocable de pô chez les dogons au Mali. Le fonio fait également l'objet de la fête des moissons appelée ovazou en pays akposso.

## Utilisation
Le fonio est utilisé comme plat de résistance au déjeuner. C'est un céréale qui permet de faire de la bouillie pour le petit déjeuner ainsi que des amuse-bouche,,. 

## Préparation
Pour faire du couscous au fonio, il faut des ingrédients tels que : du fonio, des épices, des tomates fraîches, du poivron, du poulet ou du poisson, des courgettes, des carottes, des oignons, du concentré de tomates et des haricots verts. 
La préparation peut prendre entre 35 minutes et 1 heure,,.